# Susanne Blakeslee
Susanne Blakeslee (ur. 27 stycznia 1956 w Los Angeles, Kalifornia) – amerykańska aktorka dubbingowa. Jej najsłynniejsze role to m.in. Wanda i Pani Turner z serialu animowanego Wróżkowie chrzestni oraz Kala z serialu animowanego Legenda Tarzana.

## Filmografia

### Dubbing
- Danny Phantom – Dora Mattingly
- Wróżkowie chrzestni – Wanda / Pani Turner
- Amerykański smok Jake Long – Dolores Derceto
- Café Myszka – Cruella de Mon / Zła królowa / Maleficent
- Legenda Tarzana – Kala
- Tajemniczy Sobotowie – Rani Nagi / Dr. Miranda Gray
- 101 dalmatyńczyków II. Londyńska przygoda – Cruella de Mon
- Kopciuszek 2: Spełnione Marzenia – Hrabina Tremaine
- Kopciuszek 3: Co by było gdyby... – Hrabina Tremaine

i inne